# Estivella
Estivella é um município da Espanha na província de Valência, Comunidade Valenciana. Tem 20,9 km² de área e em 2021 tinha 1 491 habitantes (densidade: 71,3 hab./km²).

## Demografia
| Variação demográfica do município entre 1991 e 2004 | Variação demográfica do município entre 1991 e 2004 | Variação demográfica do município entre 1991 e 2004 | Variação demográfica do município entre 1991 e 2004 |
| --------------------------------------------------- | --------------------------------------------------- | --------------------------------------------------- | --------------------------------------------------- |
| 1991                                                | 1996                                                | 2001                                                | 2004                                                |
| 1075                                                | 1097                                                | 1148                                                | 1164                                                |